# 조토 비차리니
조토 비차리니(이탈리아어: Giotto Bizzarrini, 1926년 6월 6일~2023년 5월 13일)는 1950년대부터 1970년대까지 활동한 이탈리아의 자동차 엔지니어이다.
1953년 피사 대학교를 졸업한 후, 비차리니는 알파 로메오에 테스트 드라이버로 입사했다. 문제를 찾아내고 해결하는 능력으로 명성을 얻었고, 1957년 페라리의 스카우트 제의를 받았다. 비차리니의 역할은 점점 커져 1950년대 후반에는 페라리의 스포츠카 개발 책임자가 되었으며, 페라리 250 GTO와 같은 주목할 만한 프로젝트를 진행했다. 그는 1961년 ‘위대한 집단 퇴사’ 사건을 계기로 회사를 떠났고, 먼저 ATS에서 일한 뒤 1962년 자신의 회사 소치에타 아우토스타르(Società Autostar)를 설립했다. 이 회사는 1964년 비차리니로 이름을 바꿨다. 비차리니는 이국적인 5300 GT를 제작했을 뿐 아니라, 이소, 람보르기니, 알파 로메오 등 다른 제조사와도 협업했다. 2000년대에도 그의 이름을 단 여러 컨셉트 카가 제작되었다.

## 초기 생애

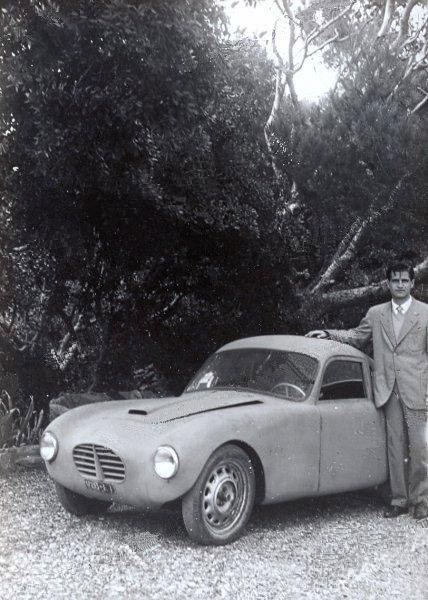
1953년경 피사 대학교 재학 시절, 자신이 만든 피아트 500 ‘마키네타(Machinetta)’와 함께한 비차리니

비차리니는 리보르노도 케르차넬라에서 태어났으며, 부유한 지주의 아들이었다. 그의 할아버지 역시 지오토 비차리니라는 이름을 가졌으며, 과학자이자 생물학자로서 굴리엘모 마르코니와 함께 발명, 특히 라디오 분야에서 일했다. 그 공로로 리보르노 도서관의 한 구역은 ‘비차리니 도서관’이라 이름 붙여졌다.
비차리니는 1953년 피사 대학교에서 공학 학위를 받았다. 졸업 논문으로 그는 중고 피아트 토폴리노를 완전히 재설계했는데, 엔진을 개조해 출력을 높이고, 섀시 내 위치를 옮겨 주행 성능을 개선했다.

## 알파 로메오
졸업 후 그는 잠시 강의를 하다가 1954년 8월, 알파 로메오의 ‘세르비치오 에스페리멘체 프린치팔리’ 부서에 니콜리스 엔지니어 휘하로 입사했다. 그는 알파 로메오 줄리에타 섀시 개발에 배정되었는데, 자신이 엔진 엔지니어를 꿈꿨던 만큼 아쉬움이 있었다. 이후 그는 실험 부서로 옮겨 현장 교육을 받으며 테스트 드라이버가 되었다. 그는 이렇게 회상했다. “나는 우연히도 수학 원리를 아는 엔지니어이자 테스트 드라이버가 되었습니다. 나는 항상 왜 무언가가 실패하는지 알아야 했고, 그래야 해결책을 만들 수 있었죠.”

## 페라리

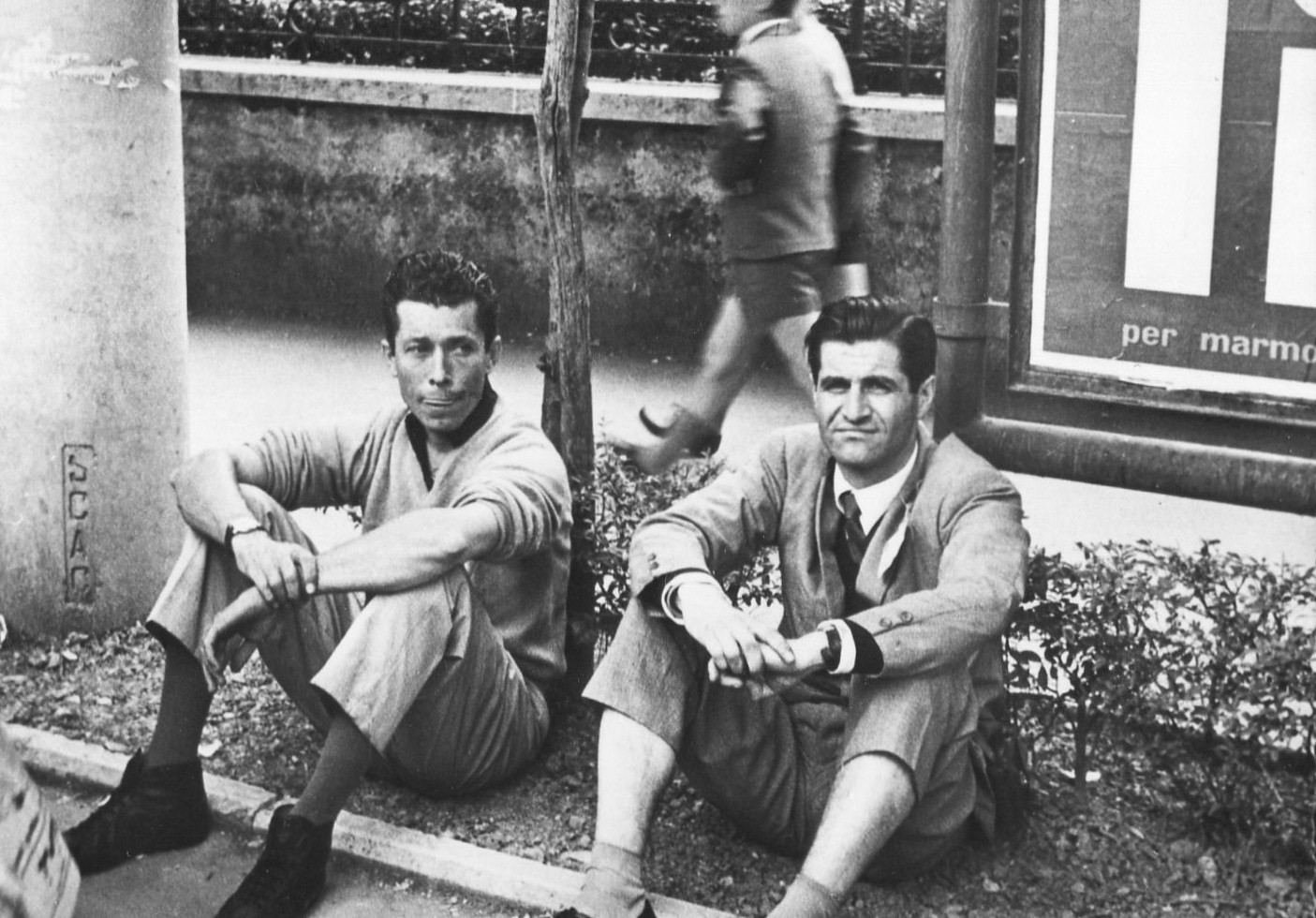
1961년경 페라리 레이싱 드라이버 올리비에 헨드비엥과 함께한 비차리니

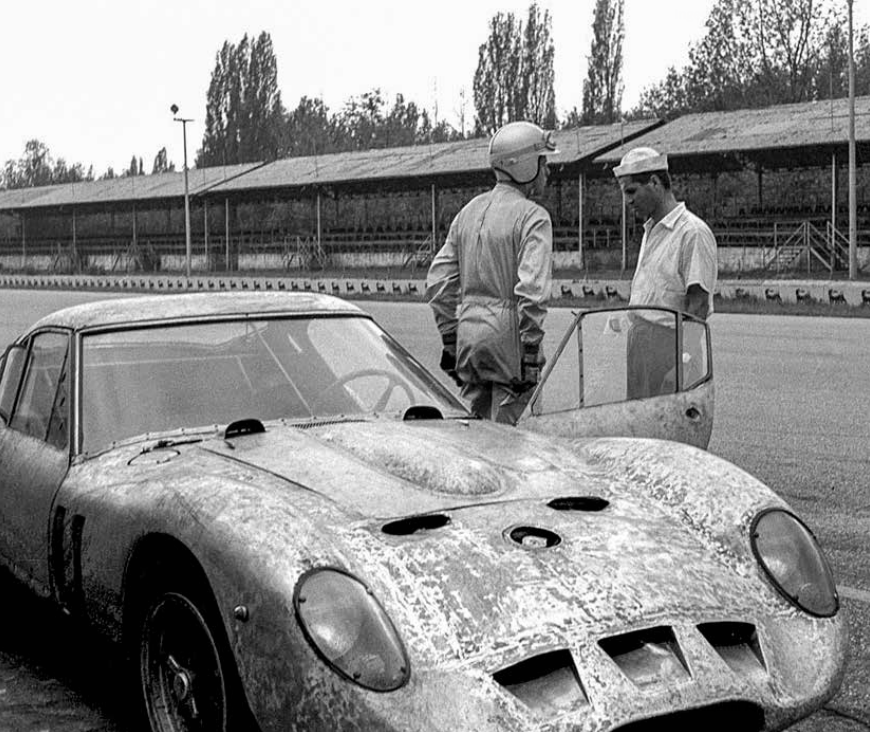
1961년, 몬차 국립 자동차 경기장에서 250 GTO 프로토타입을 테스트 중인 비차리니(흰 모자 착용)와 레이서 윌리 메레스

비차리니는 1957년 알파 로메오를 떠나, 테스트 드라이버가 필요했던 페라리에 합류했다. 그는 곧 스포츠카 및 GT카 개발, 실험 부서의 감독관으로 승진했다.
그는 페라리에서 5년 동안 수석 엔지니어로 일했으며, 개발자이자 디자이너, 숙련된 테스트 드라이버 역할을 겸했다. 250 GT 2+2/GTE, 3리터 테스타 로사 V12 엔진, 250 TR 테스타 로사, 250GT SWB(쇼트 휠베이스 베를리네타) 등이 그의 아이디어와 기술적 해법의 영향을 받았다. 특히 성공적인 레이싱 시리즈인 250 개발에 있어, 그는 섀시, 엔진, 그리고 동력 성능 향상에 큰 기여를 했다.

### 페라리 250 GTO
그가 페라리에서 만든 걸작은 1962년의 250 GTO였다. 1960년에 이 프로젝트에 참여하게 된 그는, 이전 250 GT SWB보다 공기역학적으로 뛰어난 GT 레이서가 필요하다는 요구를 받았다. 당시 재규어가 E-타입을 막 출시했고, 페라리는 경쟁력을 유지하기 위해 더욱 강력한 차가 필요했다. 엔초 페라리는 자신의 레이싱 팀이 1959년 르망 24시에서처럼 다시는 패배를 겪지 않기를 바랬다.
비밀리에 진행된 테스트에서는 250 GT SWB 베를리네타(#2053GT)나, 보아노 차체를 얹은 250 GT 쿠페(#0523GT, 비차리니 개인 차량 추정)를 사용했다. 이 차량은 ‘비차리니 어글리 덕(못생긴 오리)’ 혹은 ‘몬스트로(괴물)’라 불렸다. 테스트 결과, SWB 섀시는 공기 저항으로 인한 속도 손실이 크다는 것이 드러났다. 이에 비차리니는 전면 면적을 줄이고 보닛을 길게 늘려 공기 저항과 고속 주행 시 전면 양력을 모두 줄였다. 또한 엔진을 섀시 뒤쪽으로 물리고 건식 섬프 윤활 방식을 도입해 무게 배분과 조향성을 개선했다. 그 결과물이 바로 250 GTO였다.

## 볼피 백작, 스페셜, ASA와 ATS

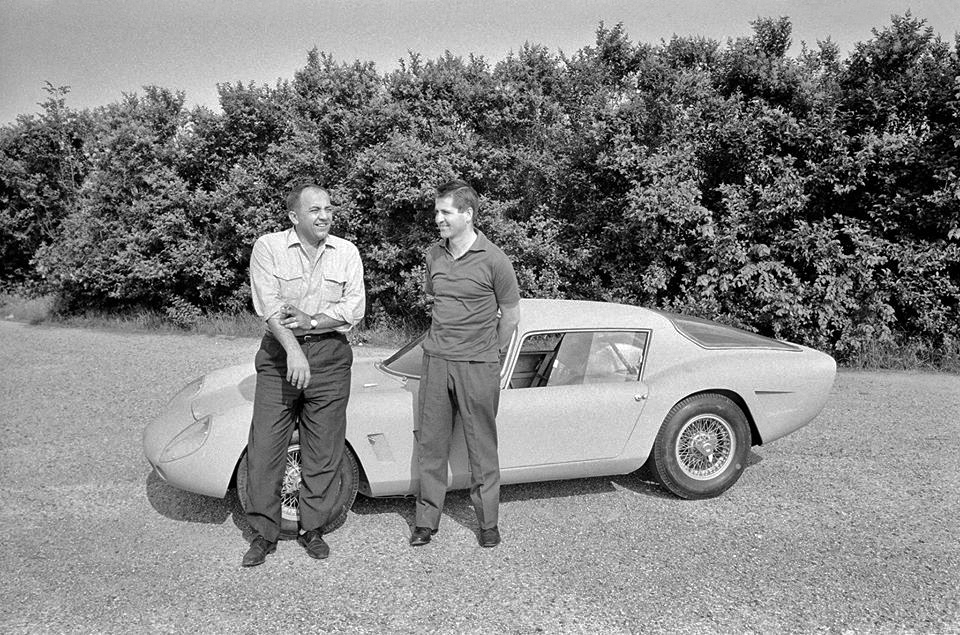
1962년 ASA 1000 GTC와 함께한 비차리니와 피에로 드로고

1961년, 비차리니는 소위 ‘페라리 롱나이프의 밤’이라 불리는 페라리 사태에서 회사를 떠난 “유명한 다섯” 기술자 중 한 명이었다. 이 사건은 기술 부서의 재조직으로 촉발되었다. 다른 전(前) 페라리 기술자들(카를로 키티 포함)과 함께 비차리니는 오토모빌리 투리스모 에 스포르트(Automobili Turismo e Sport, ATS)를 설립하여 포뮬러 1 싱글시터와 ATS 세레니시마라는 GT 스포츠카를 제작했다.
1962년, 비차리니는 스쿠데리아 세레니시마 레푸블리카 디 베네치아의 소유주인 조반니 볼피 백작에게 고용되어, 페라리 250 GT SWB(섀시 번호 2819GT)를 GTO 사양으로 업그레이드하게 되었다. 당시 페라리는 볼피 백작에게 화가 나 있었고 그에게 GTO를 판매하지 않았기 때문에, 중고 차량을 구입해 개조해야 했다.

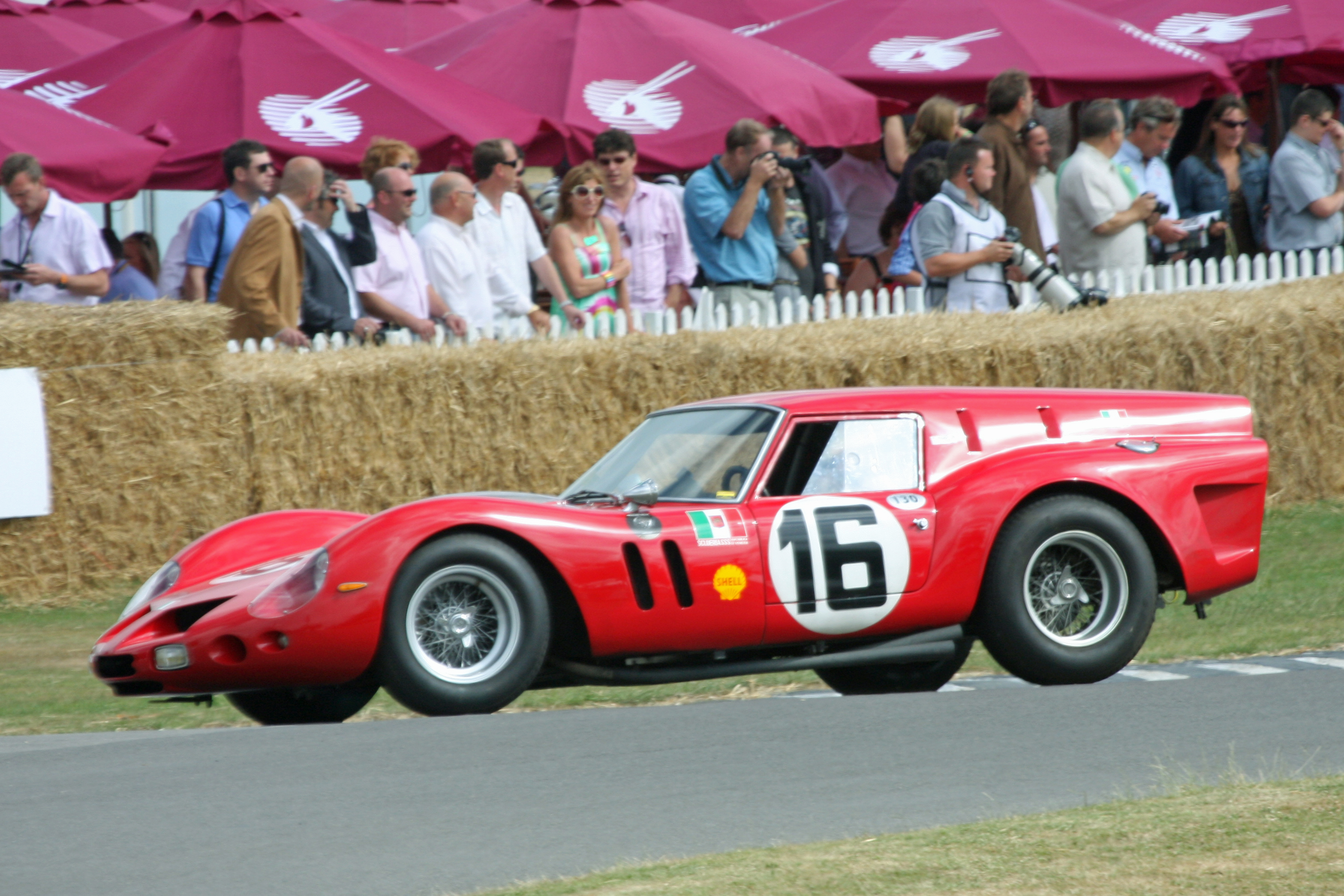
페라리 250GT 드로고 #2819GT 브레드밴

비차리니는 GTO에서 얻은 모든 아이디어를 적용하여, 모데나의 카로체리아 스포츠카(Carrozzeria Sports Cars)에서 피에로 드로고와 함께 공기역학적으로 진보된 차체를 개발했다. 이 차체는 GTO보다도 더 낮고, 지붕선이 극적으로 뒤쪽까지 연장된 뒤 캄 공기역학 이론에 따라 갑작스럽게 절단되었다. 이 차량은 불과 14일 만에 완성되었다. 기계 구조 역시 대폭 개조되었으며, 엔진은 건식 섬프(dry-sump) 윤활 방식을 사용해 섀시 깊숙이, 더 낮게 장착되었다. 이 섀시 번호 #2819GT 차량은 ‘페라리 브레드밴’으로 불렸으며, 현재도 빈티지 스포츠카 행사에서 경주에 출전하고 있다. 당시 이 차량은 카를로 아바테와 다른 드라이버들이 운전하며 어느 정도 성과를 거두었지만, 여전히 4단 변속기를 사용했기 때문에 GTO를 이길 수는 없었다. 비차리니, 피에로 드로고, 그리고 네리 앤 보나치니는 최소 두 대 이상의 250GT 시리즈 차량을 GTO 사양으로 개조했고, 비슷하게 진보된 형태를 가진 독창적인 차체를 부여했다.
1962년, 비차리니는 소시에타 오토스타르(Società Autostar)를 설립했다. 이 회사는 비차리니가 프리랜스 엔지니어링 프로젝트에 입찰하기 위한 엔지니어링 회사였다.

## 람보르기니 엔진

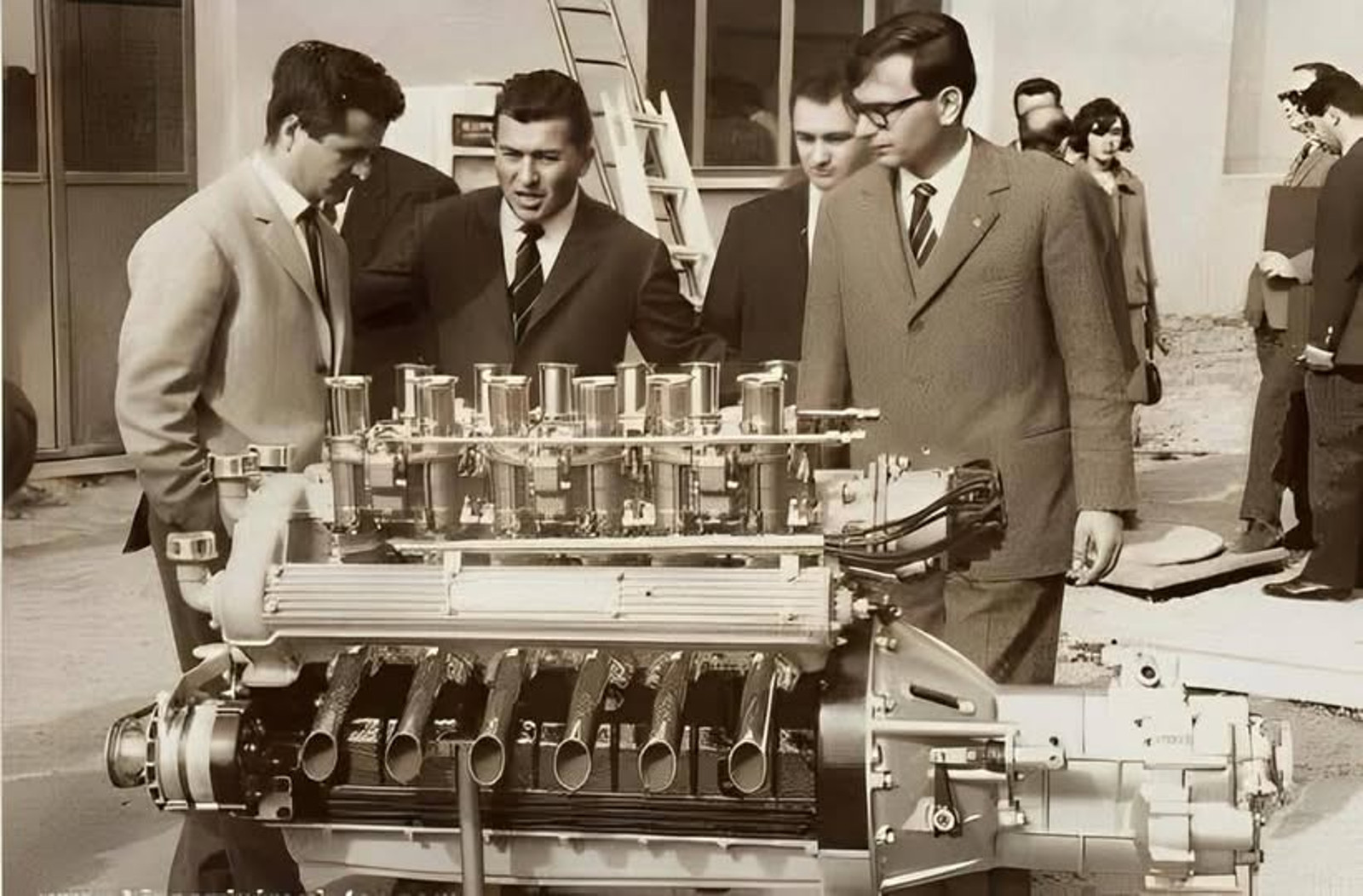
1963년 산타가타볼로녜세에서 람보르기니 V12 엔진 프로토타입을 보고 있는 비차리니(왼쪽), 페루치오 람보르기니(가운데), 잠파올로 달라라(오른쪽)

페루치오 람보르기니는 자신의 신형 GT 차량을 위해 소시에타 오토스타르에 엔진 설계를 의뢰했다. 람보르기니 V12 엔진은 1964년 350GT에 처음 사용되었으며, 기본 설계의 변형은 2010년까지 모든 V12 람보르기니 모델에 적용되었다. 최초 350GT에서는 배기량이 3,464cc(211 입방 인치)였으나, 무르시엘라고 SV에서는 6,496cc(396 입방 인치)로 증가했다.

## 이소 오토베이콜리 S.p.A.

### 이소 그리포

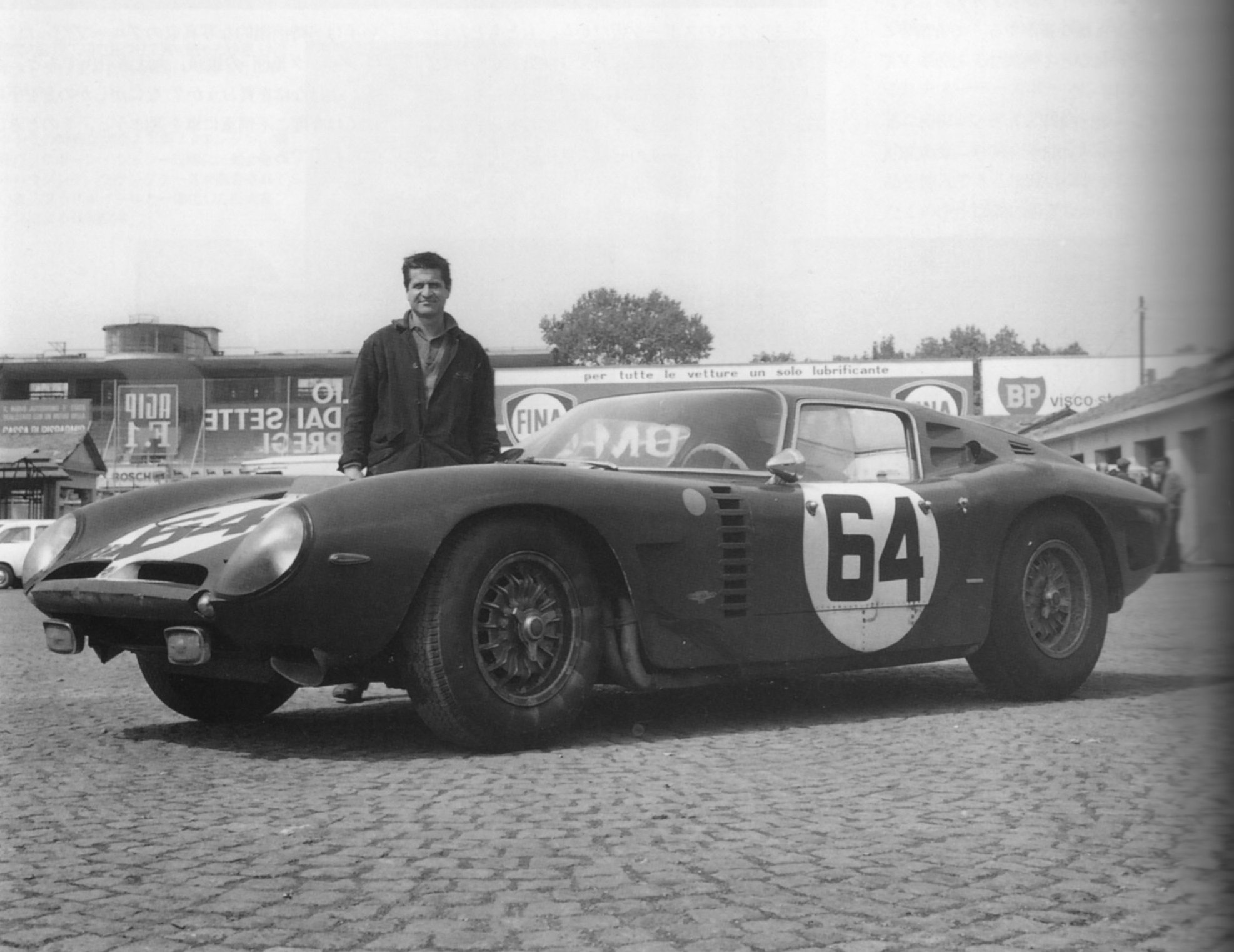
1965년 4월 25일 몬차 국립 자동차경주장에서 이소 그리포 A3C와 함께한 비차리니

소시에타 오토스타르(Società Autostar)는 이소 오토베이콜리 S.p.A.를 위해 이소 리볼타 IR 300과 이소 그리포를 개발했다.
그러나 비차리니와 이소 간의 분쟁으로 협력이 종료되었고, 소시에타 오토스타르는 비차리니 브랜드로 이소 그리포의 변형 모델을 제작하게 되었다. 이에 따라 비차리니는 1964년 소시에타 오토스타르의 이름을 소시에타 프로토티피 비차리니(Società Prototipi Bizzarrini)로 변경했고, 1966년에는 비차리니 S.p.A.(Bizzarrini SpA)로 다시 변경했다.

## 비차리니 S.p.A.

### 5300 GT 스트라다

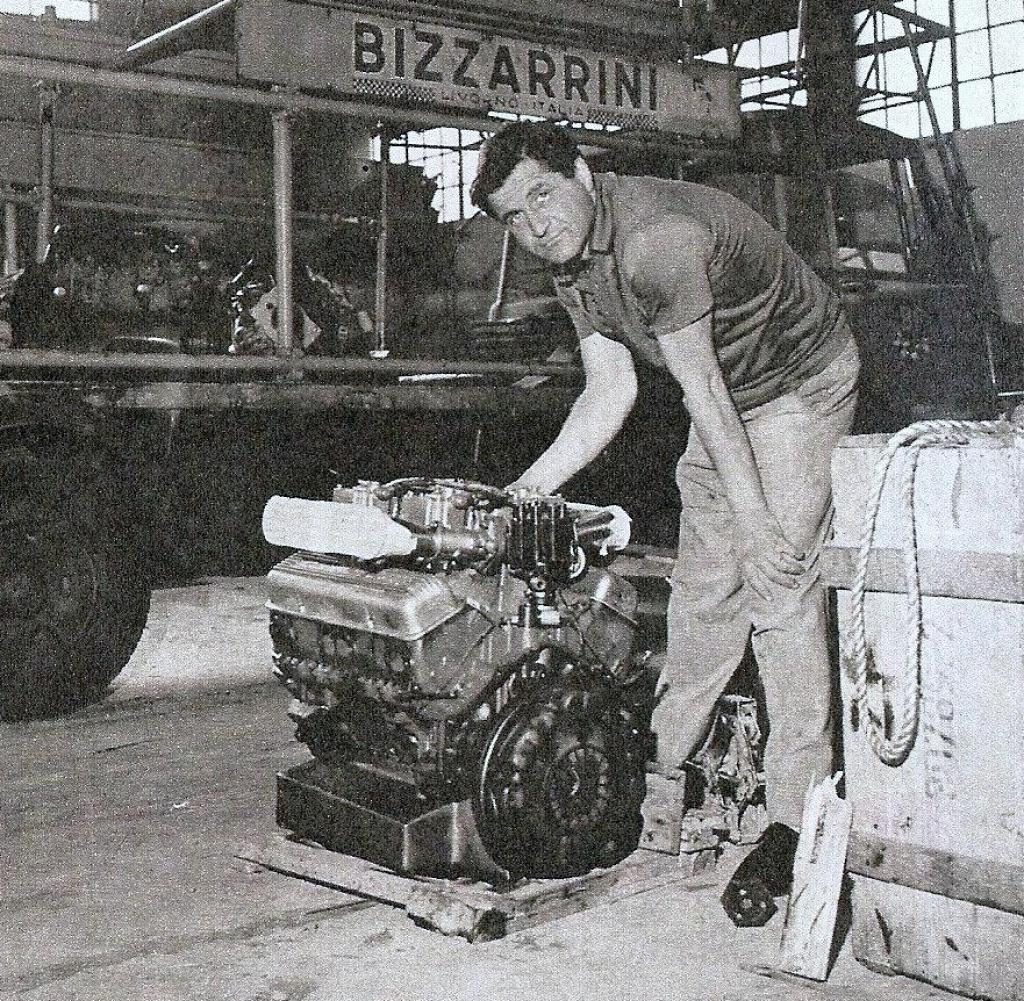
비차리니 5300 GT에 사용된 쉐비 엔진과 함께한 비차리니

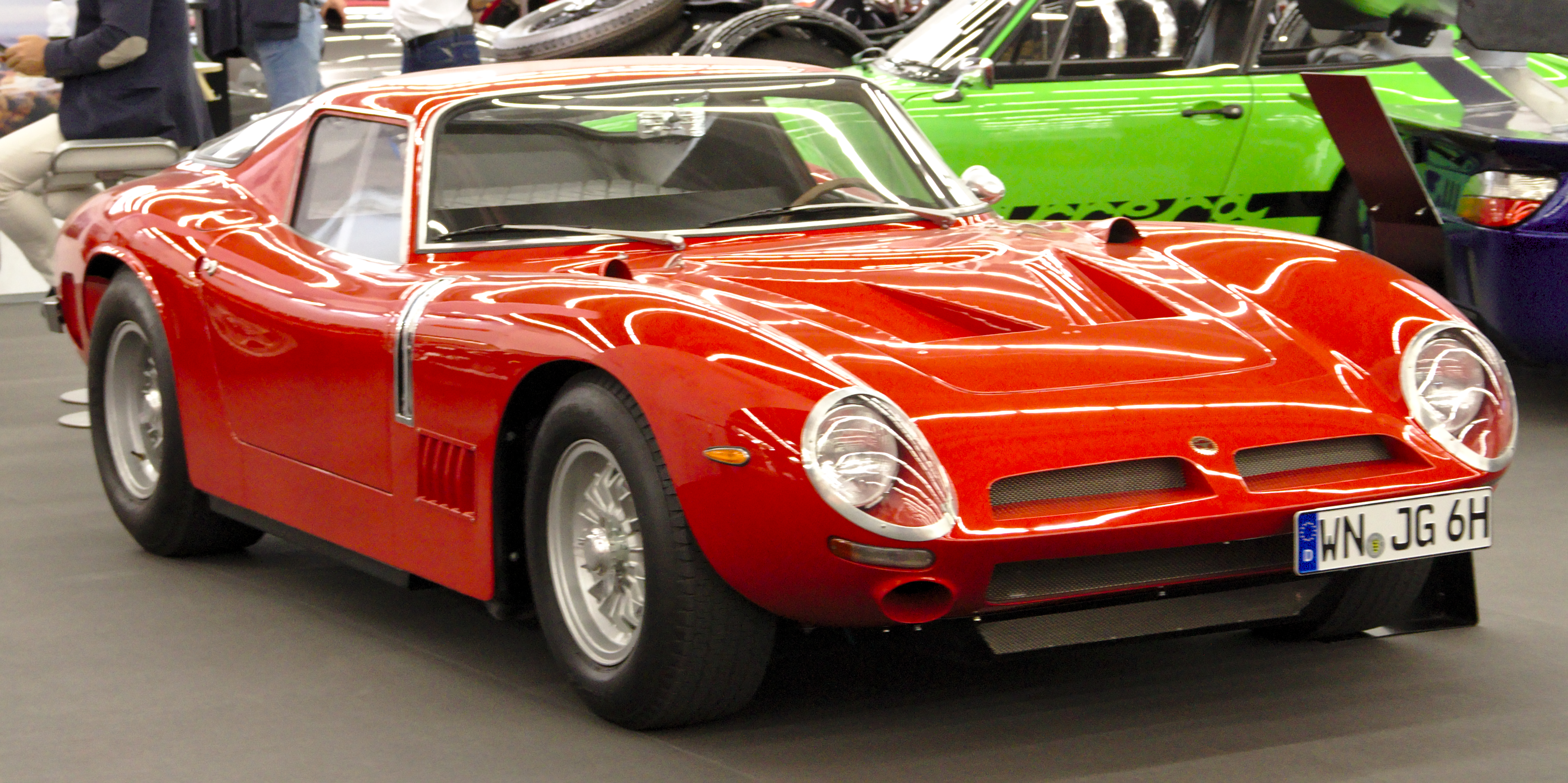
비차리니 5300 GT 스트라다

비차리니 S.p.A.는 1965년부터 1968년까지 생산된 비차리니 5300 GT 스트라다로 가장 잘 알려져 있다. 이 차량의 스타일링은 조르제토 주지아로가 베르토네에서 근무하던 시절 디자인했다.
주지아로의 이탈디자인은 1968년 2월 13일에 설립되었으며, 첫 디자인을 비차리니 그리포 경주차를 기반으로 제작해 4월 토리노 모터쇼까지 40일 안에 완성하는 목표를 세웠다. 주지아로의 만타(Manta) 프로토타입은 큰 반향을 일으켰고, 회사의 성공적인 출범을 이끌었다.
비차리니 S.p.A. 이후, 조토 비차리니는 AMX/III 프로젝트를 위한 프로토타입을 제작한 아메리칸 모터스를 비롯해, 제너럴 모터스 유럽·미국 법인, 일본의 주요 오토바이 브랜드, 그리고 피닌파리나 등 유명 디자인 브랜드의 스타일 및 기술 자문으로서 다양한 회사에 첨단 설계를 제공했다.

## 말년
비차리니는 로마 대학교에서 강의와 연구를 하며 첨단 프로젝트를 개발하고, 자신의 스포츠카를 설계·제작·개발했다. 그는 종종 “나는 자동차 디자이너가 아니라, 노동자다”라고 말하곤 했다.
2012년 10월 23일, 피렌체 대학교의 신설 디자인 캠퍼스(칼렌차노) 개관식에서 비차리니 교수는 산업디자인 명예 박사 학위를 받았다.
비차리니는 2023년 5월 13일, 향년 96세로 별세했다.